# 18 grudnia
18 grudnia jest 352. (w latach przestępnych 353.) dniem w kalendarzu gregoriańskim. Do końca roku pozostaje 13 dni.

## Święta
- Imieniny obchodzą: Auksencja, Auksencjusz, Auksenty, Bogusław, Flawit, Gościmiar, Kwintus, Miłosław, Nemezja, Rufus, Symplicjusz, Winebald, Winibald, Winibalda, Wszemir, Wunibald, Zofia i Zozym.
- Niger – Dzień Republiki
- Międzynarodowe
  - Międzynarodowy Dzień Migrantów (ustanowione przez Zgromadzenie Ogólne ONZ)
  - Dzień języka arabskiego w ONZ w ramach dni języków[1]
- Wspomnienia i święta w Kościele katolickim[2][3] obchodzą:
  - bł. Nemezja Valle (zakonnica)
  - święci męczennicy: Paweł Mi, Piotr Doung-Lac i Piotr Truat (trzech wietnamskich braci katechumenów; wspomnienie również 24 listopada w grupie 117 męczenników wietnamskich)
  - święci Męczennicy z Nikomedii (również 25 grudnia)
  - św. Wunibald z Heidenheim (zm. ok. 761; brat św. Wilibalda)

## Wydarzenia w Polsce

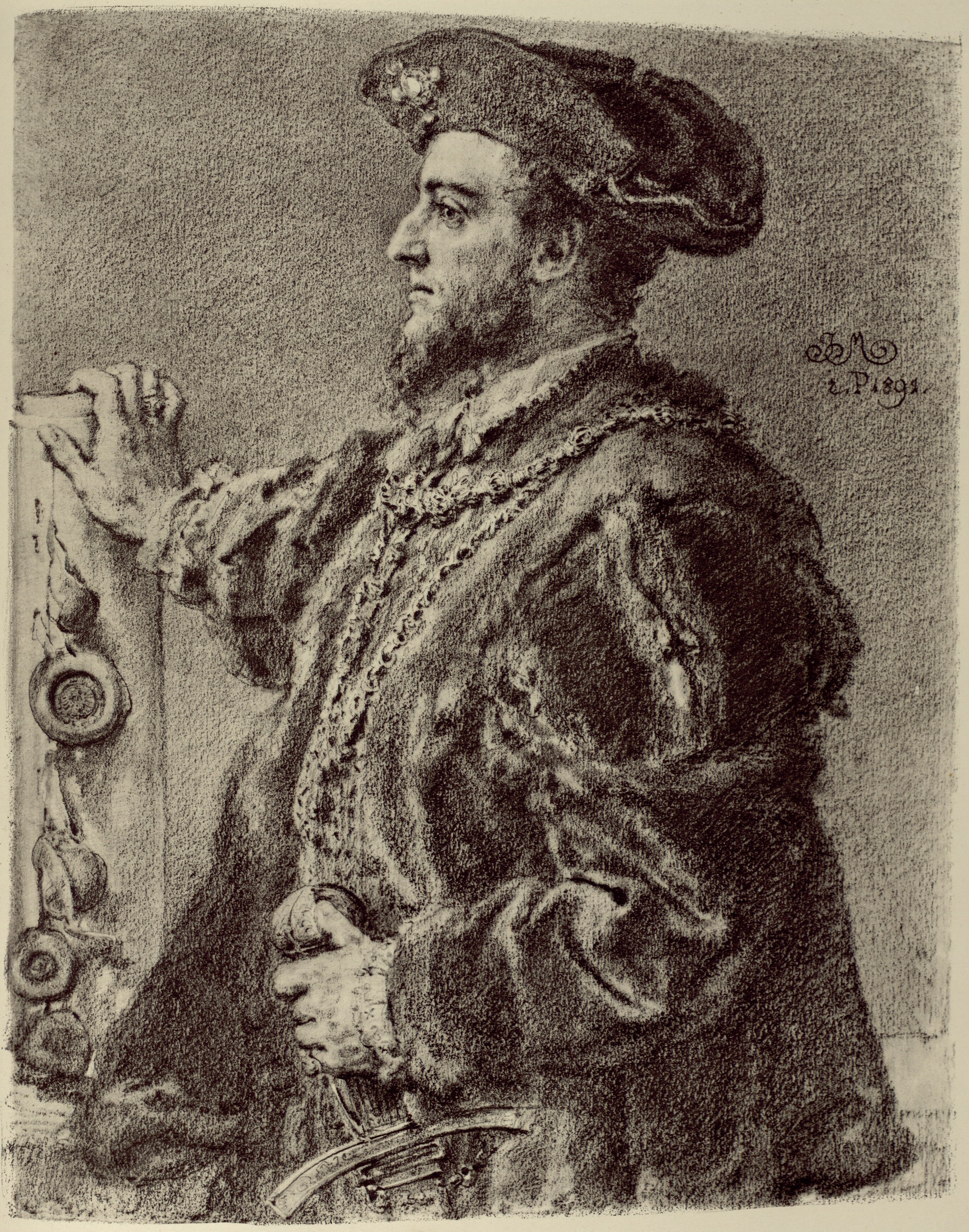
Król Polski Zygmunt II August

- 1423 – Zbigniew Oleśnicki otrzymał święcenia kapłańskie, a następnego dnia został mianowany biskupem krakowskim. 18 grudnia 1439 roku otrzymał od papieża Eugeniusza IV nominację na pierwszego polskiego kardynała.
- 1529 – Elekcja vivente rege Zygmunta II Augusta na króla Polski na Sejmie w Piotrkowie.
- 1601 – Polsko-szwedzka wojna o Inflanty: wojska polskie pod dowództwem hetmana wielkiego koronnego Jana Zamoyskiego zdobyły Wolmar (obecnie Valmiera na Łotwie).
- 1611 – Przebywający w polskiej niewoli były car Rosj Wasyl IV Szujski został przewieziony wraz z rodziną na zamek w Gostyninie.
- 1655 – Potop szwedzki: król Jan II Kazimierz wyruszył z austriackiego Opola w drogę powrotną do Polski.
- 1765 – Tadeusz Kościuszko wstąpił do Korpusu Kadetów Szkoły Rycerskiej w Warszawie.
- 1830 – Sejm uznał trwające powstanie listopadowe za narodowe.
- 1842 – Z guberni wileńskiej wydzielono powiaty i utworzono z nich gubernię kowieńską.
- 1927 – Zjazd PZPN zaakceptował system ligowy od sezonu 1928, kończąc tym samym rozłam w polskiej piłce nożnej.
- 1933 – Bolesław Bierut został skazany na karę 7 lat pozbawienia wolności za współpracę z sowieckim wywiadem.
- 1939 – 52 mieszkańców Bochni i okolic zostało rozstrzelanych przez Niemców w odwecie za atak na miejscowy posterunek policji, przeprowadzony dwa dni wcześniej przez dwóch członków Organizacji Orła Białego.
- 1941 – Gestapo aresztowało 456 żołnierzy Inspektoratu Katowickiego ZWZ. Trzech zabito podczas akcji, a większość pozostałych zginęła później w obozach i egzekucjach.
- 1942 – Otwarto Kanał Ulga w Raciborzu.
- 1944 – W nocy z 18 na 19 grudnia 236 samolotów RAF dokonało nalotu bombowego na bazę Kriegsmarine w Gdyni, definitywnie ją unieruchamiając.
- 1948 – Uruchomiono odbudowaną po zniszczeniach wojennych Latarnię Morską Niechorze.
- 1964 – Premiera filmu Panienka z okienka w reżyserii Marii Kaniewskiej.
- 1968 – Filharmonia Wrocławska została przeniesiona do nowej siedziby.
- 1970 – Grudzień 1970: wojsko otoczyło stocznię w Szczecinie. W Elblągu doszło do starć z demonstrantami. Do miast północnej Polski przyłączyły się Białystok, Nysa, Oświęcim, Warszawa i Wrocław, gdzie zorganizowano krótkotrwałe i na mniejszą skalę nowe strajki.
- 1974 – W Instytucie Badań Jądrowych w Świerku uruchomiono reaktor „Maria”.
- 1978 – Na Wawelu powołano Społeczny Komitet Odnowy Zabytków Krakowa.
- 1984 – W pożarze Domu Dziecka we Wronkach zginęło 8 wychowanków i dyrektor placówki.
- 1988 – Powstał Komitet Obywatelski „Solidarność” przy Lechu Wałęsie.
- 1991 – Polska nawiązała stosunki dyplomatyczne z RPA.
- 1998 – Sejm RP przyjął ustawę o Instytucie Pamięci Narodowej – Komisji Ścigania Zbrodni przeciwko Narodowi Polskiemu.
- 2000:
  - Bronisław Geremek został przewodniczącym Unii Wolności.
  - Ukazał się debiutancki album Kinematografia zespołu Paktofonika.
- 2006 – Została podpisana umowa o kupnie PZL Mielec przez Sikorsky Aircraft Corporation.
- 2009:
  - Prezydent RP Lech Kaczyński zastosował prawo łaski wobec skazanych w sprawie linczu we Włodowie.
  - Z bramy muzeum Auschwitz-Birkenau została skradziona tablica z napisem Arbeit macht frei.

## Wydarzenia na świecie
- 522 p.n.e. – Wojska władcy perskiego Dariusza I pokonały w bitwie pod Zazana nad Eufratem powstańców samozwańczego króla Babilonii Nabuchodonozora III.
- 218 p.n.e. – II wojna punicka: zwycięstwo wojsk Hannibala nad siłami Republiki Rzymskiej w bitwie nad rzeką Trebią.
- 1118 – Rekonkwista: Saragossa została zdobyta przez Alfonsa I Walecznego i ustanowiona stolicą Aragonii.
- 1271 – Kubilaj-chan oficjalnie przemianował swoje imperium na Yuan, co oznaczało początek panowania nowej dynastii w Chinach.
- 1273 – Włoskie miasto Potenza zostało zniszczone przez trzęsienie ziemi.
- 1290 – Birger I Magnusson został królem Szwecji.
- 1352 – Francuski kardynał Étienne Aubert został wybrany na piątego papieża niewoli awiniońskiej i przyjął imię Innocenty VI.
- 1422 – Król Francji Karol VII Walezjusz poślubił w Bourges Marię Andegaweńską.
- 1431 – Odbyło się pierwsze posiedzenie Soboru w Bazylei.
- 1437 – Albrecht II Habsburg został wybrany przez szlachtę na króla Węgier.
- 1551 – Angielscy kupcy założyli Kompanię Moskiewską.
- 1565 – Przyszły wielki książę Toskanii Franciszek I Medyceusz poślubił we Florencji arcyksiężniczkę austriacką Joannę Habsburg.
- 1642 – Holender Abel Tasman jako pierwszy Europejczyk wylądował na Nowej Zelandii.
- 1644 – Królowa Krystyna Wazówna w dniu swych 18. urodzin przejęła faktyczną władzę w Szwecji.
- 1751 – W Rosji ukazało się pierwsze wydanie Biblii Elżbietańskiej w przekładzie cerkiewnosłowiańskim.
- 1787 – New Jersey jako 3. stan dołączyło do Unii.
- 1793 – Rewolucja francuska: wojska Republiki zdobyły zbuntowany Tulon.
- 1812 – Odbyła się pierwsza hiszpańska loteria świąteczna.
- 1820 – Założono University of Alabama z siedzibą w Tuscaloosa.
- 1834 – Premier Wielkiej Brytanii Robert Peel opublikował Manifest z Tamworth na postulatach którego opiera się program brytyjskiej Partii Konserwatywnej.
- 1845 – Zwycięstwo Brytyjczyków nad Sikhami w bitwie pod Mudki w Indiach.
- 1849 – Amerykanin William Cranch Bond wykonał pierwsze teleskopowe zdjęcie Księżyca.
- 1864 – Wojna secesyjna: zwycięstwo wojsk Unii w bitwie pod Marion (Wirginia).
- 1865 – Weszła w życie znosząca niewolnictwo 13. poprawka do Konstytucji Stanów Zjednoczonych.
- 1871 – Salvador Jovellanos został prezydentem Paragwaju.
- 1884 – Ukazał się pierwszy numer szwedzkiego dziennika „Svenska Dagbladet”.
- 1890 – Kapitan Frederick Lugard zajął Ugandę dla Brytyjskiej Kompanii Wschodnioafrykańskiej.
- 1892 – W Petersburgu odbyła się premiera baletu Dziadek do orzechów z muzyką Piotra Czajkowskiego.
- 1897 – Francuski astronom Auguste Charlois odkrył planetoidy: (430) Hybris, (431) Nephele i (432) Pythia.
- 1912 – Brytyjczyk Charles Dawson zaprezentował spreparowaną przez siebie czaszkę tzw. „Człowieka z Piltdown”, mającego być brakującym ogniwem między małpą a człowiekiem. Oszustwo zostało zdemaskowane w 1953 roku.
- 1914:
  - I wojna światowa: niemiecki okręt podwodny SM U-5 zatonął po wejściu na minę w pobliżu wybrzeża belgijskiego wraz z całą, 29-osobową załogą.
  - Wielka Brytania ustanowiła protektorat nad Egiptem i pozbawiła władzy kedywa Abbasa II Hilmiego, wprowadzając jednocześnie na jego miejsce Husajna Kāmila.
- 1915 – Premiera amerykańskiego filmu niemego Charlie gra Carmen z udziałem i w reżyserii Charliego Chaplina.
- 1916 – I wojna światowa: zakończyła się bitwa pod Verdun.
- 1917 – Kongres Stanów Zjednoczonych uchwalił wprowadzającą prohibicję 18. poprawkę do Konstytucji.
- 1921 – Na Hungária körúti stadion w Budapeszcie piłkarska reprezentacja Polski rozegrała pierwsze, oficjalne spotkanie międzypaństwowe, ulegając w towarzyskim meczu Węgrom 0:1, po golu Jenő Szabó w 18 minucie.
- 1925:
  - António Maria da Silva został po raz czwarty premierem Portugalii.
  - W Moskwie rozpoczął się XIV zjazd WKP(b).
- 1932 – Joseph Paul-Boncour został premierem Francji.
- 1935 – Edvard Beneš został wybrany na urząd prezydenta Czechosłowacji.
- 1936 – Dokonano oblotu bombowca Mitsubishi Ki-21.
- 1938 – Bretońska organizacja terrorystyczna Gwenn ha du wysadziła w Pontivy pomnik upamiętniający unię bretońsko-francuską.
- 1940 – Adolf Hitler zatwierdził plan ataku na ZSRR pod kryptonimem „Barbarossa”.
- 1942:
  - II wojna światowa w Afryce: zwycięstwem aliantów zakończyła się bitwa pod El Agheila (11-18 grudnia).
  - Wojna na Pacyfiku: u wybrzeży Nowej Gwinei amerykański okręt podwodny USS „Albacore” storpedował i zatopił japoński krążownik lekki. „Tenryū”, w wyniku czego zginęło 23 członków załogi, a 21 zostało rannych.
- 1943:
  - Wojna na Pacyfiku: u wybrzeży Okinawy amerykański okręt podwodny USS „Grayback” storpedował i zatopił japoński niszczyciel „Numakaze” wraz z całą załogą.
  - W wiosce Drakeia w greckim regionie Tesalia żołnierze SS dokonali masakry 115 mężczyzn.
- 1944:
  - Premiera filmu Żegnaj, laleczko w reżyserii Edwarda Dmytryka.
  - Ukazał się pierwszy numer francuskiego dziennika „Le Monde”.
  - Wojna na Pacyfiku: 790 osób zginęło, a 80 zostało rannych w wyniku uderzenia tajfunu na amerykańską flotyllę na Morzu Filipińskim. Zatonęły 3 niszczyciele, a krążownik, 5 lotniskowców i 3 inne niszczyciele zostały uszkodzone.
- 1945 – Brytyjska Izba Lordów odrzuciła wniosek o ułaskawienie skazanego na karę śmierci kolaboranta i propagandzisty radiowego w służbie III Rzeszy Williama Joyce’a.
- 1947 – I wojna izraelsko-arabska: w nocy z 18 na 19 grudnia żydowska kompania szturmowa Palmach wkroczyła do arabskiej wsi Al-Chisas, mordując 10 mieszkańców, w tym 5 dzieci.
- 1949 – W Bułgarii odbyły się wybory do Zgromadzenia Narodowego, w których wystartowali jedynie kandydaci Front Ojczyźnianego, będącego koalicją BPK i BLZCh.
- 1954 – Podczas podchodzenia do lądowania na lotnisku Idlewild w Nowym Jorku rozbił się lecący z Rzymu (z międzylądowaniami) należący do Alitalia Douglas DC-6, w wyniku czego zginęło 26 osób, a 6 zostało rannych.
- 1956 – Japonia została przyjęta do ONZ.
- 1958 – Niger został proklamowany republiką.
- 1960 – W New Delhi otwarto Muzeum Narodowe.
- 1961 – Indonezja zaatakowała Nową Gwineę Holenderską.
- 1962 – W Moskwie odbyło się premierowe wykonanie XIII symfonii b-moll Dmitrija Szostakowicza.
- 1966:
  - Amerykański astronom Richard Walker odkrył Epimeteusza, jeden z księżyców Saturna.
  - Wyprawa amerykańska dokonała pierwszego wejścia na najwyższe wzniesienie Antarktydy Masyw Vinsona.
- 1969 – Premiera filmu sensacyjnego W tajnej służbie Jej Królewskiej Mości w reżyserii Petera R. Hunta.
- 1970:
  - Premiera meksykańskiego westernu Kret w reżyserii Alejandro Jodorowsky’ego.
  - Założono europejskie konsorcjum lotnicze Airbus.
- 1972:
  - Wojna wietnamska: amerykańskie lotnictwo rozpoczęło nieprzerwane 12-dniowe bombardowanie Wietnamu Północnego w ramach operacji „Linebacker II”.
  - W wyniku wypadku samochodowego w Hockessin w stanie Delaware zginęły pierwsza żona Neilia i roczna córka ówczesnego senatora-elekta Joego Bidena, a dwaj synowie w wieku 3 i 2 lat zostali ciężko ranni.
- 1976 – Na lotnisku w Zurychu dokonano wymiany radzieckiego dysydenta i więźnia politycznego Władimira Bukowskiego na sekretarza generalnego Komunistycznej Partii Chile Luisa Corvalána.
- 1977 – Podczas podchodzenia do lądowania na lotnisku na portugalskiej Maderze rozbił na morzu lecący z Genewy samolot Sud Aviation Caravelle szwajcarskich linii lotniczych SA de Transport Aérien, w wyniku czego zginęło 36 spośród 57 osób na pokładzie.
- 1978:
  - Dominika została członkiem ONZ.
  - Powstała serbska Specjalna Jednostka Antyterrorystyczna (SAJ).
- 1979 – Zgromadzenie Ogólne ONZ uchwaliło Konwencję w sprawie likwidacji wszelkich form dyskryminacji kobiet (CEDAW).
- 1980:
  - Otema Allimadi został premierem Ugandy.
  - W więzieniu Maze na przedmieściach Lisburn w Irlandii Północnej zakończył się po 53 dniach strajk głodowy członków IRA.
- 1985 – Premiera filmu Kolor purpury w reżyserii Stevena Spielberga.
- 1986 – Powstała tzw. Grupa z Rio skupiająca kraje Ameryki Południowej i Karaibów.
- 1987 – W NRD zniesiono karę śmierci.
- 1991:
  - Utworzono Służbę Wywiadu Zagranicznego Rosji.
  - Wojna domowa w Dżibuti: w stolicy kraju mieście Dżibuti, wojsko otworzyło ogień do zgromadzonego tłumu, zabijając 59 osób.
- 1992 – Kim Young-sam, jako pierwszy od 32 lat cywilny kandydat, wygrał wybory prezydenckie w Korei Południowej.
- 1993 – Abdudżalil Samadow został premierem Tadżykistanu.
- 1994 – Opozycyjna postkomunistyczna Bułgarska Partia Socjalistyczna Żana Widenowa zdecydowanie wygrała wybory parlamentarne.
- 1995 – 141 osób zginęło w katastrofie samolotu Lockheed L-188 C w Angoli.
- 1997 – Mohamed Lemine Ould Guig został premierem Mauretanii.
- 1998:
  - Kolumbijskie lotnictwo wojskowe i śmigłowce bojowe prywatnego przedsiębiorstwa wojskowego AirScan zaatakowały wioskę Santo Domingo, zabijając 18 jej mieszkańców, w tym 7 dzieci.
  - Premiera komedii romantycznej Masz wiadomość w reżyserii Nory Ephron.
  - Uchwalono nową konstytucję Szwajcarii.
- 1999 – Prezydent Sri Lanki Chandrika Kumaratunga została lekko ranna, a 26 osób zginęło w samobójczym zamachu bombowym dokonanym przez Tamilskich Tygrysów podczas wiecu wyborczego w Kolombo.
- 2001 – Eduard Kokojty został prezydentem Osetii Południowej.
- 2003 – Były przewodniczący Rady Państwa NRD i sekretarz generalny SED Egon Krenz został zwolniony z więzienia po odbyciu 4 z 6 lat kary pozbawienia wolności za przyczynienie się do śmierci uciekinierów na granicy wewnątrzniemieckiej i fałszerstwa wyborcze.
- 2005:
  - Evo Morales został wybrany na urząd prezydenta Boliwii.
  - Konflikt czadyjsko-sudański: zwycięstwo czadyjskich wojsk rządowych w bitwie pod Adré.
- 2007 – Julia Tymoszenko objęła po raz drugi urząd premiera Ukrainy.
- 2009:
  - Cécile Manorohanta został premierem Madagaskaru.
  - Premiera filmu science fiction Avatar w reżyserii Jamesa Camerona.
- 2011 – W wyniku zatonięcia platformy wiertniczej „Noble Kolskaja” na Morzu Ochockim zginęły 53 osoby.
- 2014 – 31 osób zginęło, a kilkadziesiąt zostało rannych w wyniku wybuchu dwóch samochodów-pułapek w mieście Rada'a w Jemenie.
- 2015 – W referendum w Rwandzie 98% spośród głosujących opowiedziało się za zniesieniem ograniczenia liczby kadencji prezydenckich (natychmiast) i skrócenia ich z 7 do 5 lat (począwszy od 2022 roku).
- 2016 – Sad al-Hariri został po raz drugi premierem Libanu.
- 2017 – Sebastian Kurz został kanclerzem Austrii.
- 2021 – W stolicy Kambodży Phnom Penh otwarto wielofunkcyjny Morodok Techo National Stadium.
- 2022:
  - Co najmniej 31 osób zginęło, a 37 zostało rannych w wyniku eksplozji cysterny z paliwem w tunelu Salang w Afganistanie.
  - W finale rozgrywanych w Katarze XXII Mistrzostw Świata w Piłce Nożnej Argentyna pokonała Francję po rzutach karnych 4:2 (po 120 minutach był wynik 3:3).
- 2023 – 151 osób zginęło, a 982 zostały ranne w trzęsieniu ziemi w środkowych Chinach.

## Eksploracja kosmosu
- 1958 – Wystrzelono amerykańskiego satelitę komunikacyjnego SCORE, który jako pierwszy przekazał z orbity ludzki głos.
- 1965 – Zakończyła się załogowa misja kosmiczna Gemini 7.
- 1973 – Wystrzelono załogowy statek kosmiczny Sojuz 13 z pierwszym białoruskim kosmonautą Piotrem Klimukiem na pokładzie.
- 2001 – Zakończyła się misja amerykańskiej sondy kosmicznej Deep Space 1.

## Urodzili się
- 1021 – Wang Anshi, chiński urzędnik, reformator, pisarz, filozof, teoretyk literatury (zm. 1086)
- 1392 – Jan VIII Paleolog, cesarz bizantyński (zm. 1448)
- 1418 – Albrecht VI Habsburg, książę Austrii (zm. 1463)
- 1480 – Bartolomeo Masi, włoski pisarz (zm. 1530)
- 1505 – Philip von Hutten, niemiecki konkwistador, gubernator Wenezueli (zm. 1546)
- 1519 – Piotr Lasocki, polski szlachcic, polityk (zm. 1576)
- 1575 – Michelagnolo Galilei, włoski kompozytor (zm. 1631)
- 1606 – Nicolò Sagredo, doża Wenecji (zm. 1676)
- 1610 – Charles du Fresne, sieur du Cange, francuski prawnik, historyk, leksykograf (zm. 1688)
- 1619 – Carlo Cesare Malvasia, włoski malarz, historyk sztuki, antykwariusz (zm. 1693)
- 1626 – (8 grudnia wg kal. jul.) Krystyna Wazówna, królowa Szwecji (zm. 1689)
- 1633 – (data chrztu) Willem van de Velde (młodszy), holenderski malarz (zm. 1707)
- 1639 – Gottfried Kirch, niemiecki astronom (zm. 1710)
- 1661 – Christopher Polhem, szwedzki uczony, przemysłowiec, wynalazca (zm. 1751)
- 1673 – Bernard Gozdzki, polski duchowny katolicki, biskup pomocniczy poznański (zm. 1725)
- 1681 – Peter Thumb, austriacki architekt (zm. 1766)
- 1695 – (lub 1696) David Nitschmann, niemiecki duchowny i misjonarz protestancki, pierwszy senior braci morawskich (zm. 1772)
- 1707 – Charles Wesley, brytyjski teolog, współtwórca metodyzmu, autor pieśni religijnych (zm. 1788)
- 1714 – Miklós József Esterházy, węgierski arystokrata, mecenas sztuki (zm. 1790)
- 1718 – Anna Leopoldowna, księżna brunszwicka, regentka Rosji (zm. 1746)
- 1719 – William Stanhope, brytyjski arystokrata, wojskowy, polityk (zm. 1779)
- 1724 – Ludwika Hanowerska, królowa Danii i Norwegii (zm. 1751)
- 1725 – Tomasz Jan Monsaint, francuski duchowny katolicki, męczennik, błogosławiony (zm. 1792)
- 1730 – Johann Georg von Einsiedel, saski polityk (zm. 1811)
- 1734 – Jean-Baptiste Rey, francuski kompozytor, dyrygent (zm. 1810)
- 1736 – Fryderyka Dorota Zofia Brandenburg-Schwedt, księżna wirtemberska (zm. 1798)
- 1747 – Barthélemy Louis Joseph Schérer, francuski generał (zm. 1804)
- 1768 – Marie-Guillemine Benoist, francuska malarka (zm. 1826)
- 1773 – Jan Karol Steeb, niemiecki duchowny katolicki, błogosławiony (zm. 1856)
- 1774 – Tomasz Święcki, polski prawnik, historyk (zm. 1837)
- 1783 – Johan Niclas Byström, szwedzki rzeźbiarz (zm. 1848)
- 1788 – Camille Pleyel, francuski pianista, kompozytor, wydawca, przedsiębiorca (zm. 1855)
- 1790:
  - Jules Cloquet, francuski lekarz, anatom, chirurg (zm. 1883)
  - Robert Rolfe, brytyjski arystokrata, prawnik, polityk (zm. 1868)
- 1800 – Anna Maria Janer Anglarill, hiszpańska zakonnica, błogosławiona (zm. 1885)
- 1803 – (lub 27 grudnia) William Allen, amerykański prawnik, polityk (zm. 1879)
- 1804 – Aleksander Jełowicki, polski prozaik, poeta, tłumacz, polityk, uczestnik powstania listopadowego (zm. 1877)
- 1805:
  - Adolphe Dumas, francuski poeta, dramaturg (zm. 1861)
  - Ignacy Schaitter, polski kupiec, działacz społeczny, przyrodnik-fizjograf (zm. 1885)
- 1807:
  - Gatien Marcailhou, francuski kompozytor, pianista (zm. 1855)
  - Julia Olimpia Michałowska, polska szlachcianka, filantropka (zm. 1875)
- 1808 – Ernst Emil Peterson, niemiecki adwokat, notariusz, polityk, nadburmistrz Bydgoszczy (zm. 1867)
- 1809 – Józef Poniatowski, polski i francuski oficer (zm. 1855)
- 1812 – Wiktor Każyński, polski kompozytor, publicysta muzyczny (zm. 1867)
- 1819 – Isaac Thomas Hecker, amerykański redemptorysta, misjonarz, Sługa Boży (zm. 1888)
- 1820 – Sokrat Starynkiewicz, rosyjski generał, polityk, prezydent Warszawy (zm. 1902)
- 1824 – John Hall, nowozelandzki polityk, premier Nowej Zelandii (zm. 1907)
- 1826 – Theodor von Sickel, niemiecko-austriacki historyk (zm. 1908)
- 1834 – Antoni Sikorski, polski pediatra (zm. 1913)
- 1839 – Théodule-Armand Ribot, francuski psycholog, filozof (zm. 1916)
- 1844 – Lujo Brentano, niemiecki prawnik, filozof, ekonomista (zm. 1931)
- 1845 – Nikola Pašić, serbski polityk, premier Serbii (zm. 1926)
- 1850 – Melania Parczewska, polska pisarka, publicystka, tłumaczka, działaczka społeczna i narodowa (zm. 1920)
- 1851:
  - Mikołaj Kruszewski, polski językoznawca, indoeuropeista, wykładowca akademicki (zm. 1887)
  - Levi Wells Prentice, amerykański malarz (zm. 1935)
  - Mikołaj Rejchman, polski gastrolog, patolog (zm. 1918)
  - Samuel Roth, spiskoniemiecki pedagog, geolog, speleolog (zm. 1889)
- 1853:
  - Stanisław Ciechanowiecki, polski hrabia, dyplomata w służbie rosyjskiej (zm. 1918)
  - Josef Král, czeski filolog klasyczny, tłumacz, wykładowca akademicki (zm. 1917)
- 1854 – Stanley Lane-Poole, brytyjski archeolog, numizmatyk, historyk, orientalista (zm. 1931)
- 1855 – Juliusz Marian Bandrowski, polski lekarz, dyrektor teatru, dziennikarz, działacz społeczny (zm. 1919)
- 1856 – Joseph John Thomson, brytyjski fizyk, wykładowca akademicki, laureat Nagrody Nobla (zm. 1940)
- 1857 – Edward Loevy, polsko-francuski malarz, ilustrator (zm. 1910)
- 1860 – Edward MacDowell, amerykański kompozytor, pianista (zm. 1908)
- 1861 – Augustus Grant-Asher, szkocki rugbysta (zm. 1921)
- 1862 – Wanda Barszczewska, polska aktorka (zm. 1941)
- 1863 – Franciszek Ferdynand Habsburg, arcyksiążę austriacki, następca tronu (zm. 1914)
- 1867 – Linda Hazzard, amerykańska znachorka, naturoterapeutka, oszustka, morderczyni (zm. 1938)
- 1868 – Carlo Perosi, włoski kardynał (zm. 1930)
- 1870:
  - Friedrich Lorentz, niemiecki historyk, slawista (zm. 1937)
  - Saki, brytyjski pisarz, dziennikarz (zm. 1916)
- 1871:
  - María Calaf Miracle, hiszpańska karmelitanka miłosierdzia, męczennica, błogosławiona (zm. 1936)
  - Jan Kotěra, czeski architekt, malarz, grafik (zm. 1923)
- 1874 – André Guerrier, francuski żeglarz sportowy (zm. ?)
- 1875 – Matt McGrath, amerykański lekkoatleta, młociarz (zm. 1941)
- 1876 – Maria Estreicherówna, polska nauczycielka, pisarka, tłumaczka (zm. 1966)
- 1878:
  - Aleksander Piotrowski, polski psychiatra, neurolog (zm. 1933)
  - Józef Stalin, radziecki polityk pochodzenia gruzińskiego, sekretarz generalny KC KPZR, premier ZSRR (zm. 1953)
- 1879 – Paul Klee, szwajcarsko-niemiecki malarz (zm. 1940)
- 1880:
  - Edmund Trepka, polski specjalista w dziedzinie farbiarstwa, wykładowca akademicki (zm. 1964)
  - Wilhelm von Winterfeld, niemiecki pianista, skrzypek, kompozytor, pedagog (zm. 1943)
- 1881:
  - Gladys Dick, amerykańska lekarka, bakteriolog (zm. 1963)
  - Franciszek Sokal, polski inżynier, polityk, dyplomata (zm. 1932)
- 1882:
  - Cai E, chiński wojskowy, rewolucjonista, polityk (zm. 1916)
  - Paulin Lemaire, francuski gimnastyk (zm. 1932)
- 1883:
  - Raimu, francuski aktor (zm. 1946)
  - Tadeusz Szpotański, polski działacz polityczny, społeczny i związkowy, publicysta (zm. 1944)
- 1884 – Paweł Goldstein, polski neurochirurg pochodzenia żydowskiego (zm. 1942)
- 1885:
  - Zygmunt Rabski, polski działacz niepodległościowy, powstaniec wielkopolski, polityk, burmistrz Gniezna, poseł na Sejm RP (zm. 1930)
  - Stanisław Wasylewski, polski dziennikarz, eseista, krytyk literacki, tłumacz (zm. 1953)
- 1886 – Ty Cobb, amerykański baseballista (zm. 1961)
- 1887 – Algot Lönn, szwedzki kolarz szosowy (zm. 1953)
- 1888:
  - Gladys Cooper, brytyjska aktorka (zm. 1971)
  - Mauritz Eriksson, szwedzki strzelec sportowy (zm. 1947)
  - Karol Olbracht, austriacki arcyksiążę, pułkownik (zm. 1951)
  - Robert Moses, amerykański urbanista (zm. 1981)
  - Hans Oehler, szwajcarski dziennikarz i działacz faszystowski (zm. 1967)
- 1889:
  - Paweł Gajewski, polski malarz (zm. 1950)
  - Alicja Habsburg, szwedzka arystokratka (zm. 1985)
  - Juho Heiskanen, fiński generał (zm. 1950)
  - Edmund Nathanael, niemiecki pilot wojskowy (zm. 1917)
  - Tomasz Suszczyński, polski tkacz, polityk, poseł na Sejm PRL (zm. 1985)
  - Wanda Szczepanowska, polska malarka, tkaczka artystyczna (zm. 1978)
- 1890:
  - Edwin Howard Armstrong, amerykański inżynier, radiotechnik (zm. 1954)
  - Edward Maria Jan Poppe, belgijski duchowny katolicki, błogosławiony (zm. 1924)
- 1891 – Edouard Izac, amerykański porucznik marynarki, polityk (zm. 1990)
- 1892 – Ferdinand Schulz, niemiecki konstruktor lotniczy, pilot (zm. 1929)
- 1893:
  - Jos Alzin, luksemburski sztangista (zm. 1930)
  - Josef Rufer, austriacki teoretyk muzyki, krytyk muzyczny, pedagog (zm. 1985)
- 1894 – Adam Świtalski, polski pułkownik dyplomowany piechoty (zm. 1952)
- 1895 – Luís Pimentel, hiszpański poeta (zm. 1958)
- 1896:
  - Stanisław Mackiewicz, polski prawnik, wydawca, pisarz, publicysta, polityk, premier RP na uchodźstwie, monarchista (zm. 1966)
  - Edwin Myers, amerykański lekkoatleta, tyczkarz (zm. 1978)
- 1897 – Fletcher Henderson, amerykański pianista i kompozytor jazzowy (zm. 1952)
- 1898 – Nikołaj Cycyn, rosyjski botanik, selekcjoner roślin (zm. 1980)
- 1899 – Jan Cieśliński, polski architekt (zm. 1967)
- 1900:
  - Kazimierz Skowroński-Prus, polski rotmistrz kawalerii (zm. 1940)
  - Suzy Solidor, francuska piosenkarka (zm. 1983)
- 1901 – Rut Haktin, izraelska polityk (zm. 1991)
- 1902:
  - Iosif Juzowski, rosyjski krytyk teatralny i literacki, tłumacz (zm. 1964)
  - David Zogg, szwajcarski narciarz alpejski (zm. 1977)
- 1903:
  - Rachela Auerbach, polsko-izraelska historyk, psycholog, pisarka, tłumaczka (zm. 1976)
  - Jan Brzękowski, polski poeta, prozaik, teoretyk sztuki (zm. 1983)
  - Maurycy Szymel, polski poeta, publicysta pochodzenia żydowskiego (zm. 1942)
- 1904:
  - Aleksander Kokoszyn, polski generał dywizji (zm. 1979)
  - George Stevens, amerykański reżyser filmowy (zm. 1975)
- 1905:
  - Hans Bernd von Haeften, niemiecki prawnik, działacz antynazistowski (zm. 1944)
  - Witold Strumpf, polski kapitan piechoty, oficer AK, cichociemny (zm. 1945)
- 1906:
  - Ferdinand Alquié, francuski historyk, pisarz (zm. 1985)
  - Antoni Gładysz, polski działacz komunistyczny (zm. 1980)
- 1907:
  - Zofia Fafius, polska architektka (zm. 1988)
  - Christopher Fry, brytyjski dramaturg, poeta (zm. 2005)
- 1908:
  - Bobodżan Gafurow, tadżycki polityk komunistyczny, historyk, publicysta (zm. 1977)
  - Adam Hławiczka, polski duchowny luterański, muzyk (zm. 1995)
  - Celia Johnson, brytyjska aktorka (zm. 1982)
  - Hans Scheele, niemiecki lekkoatleta, płotkarz i sprinter (zm. 1941)
- 1909:
  - Mona Barrie, brytyjska aktorka (zm. 1964)
  - Wiesław Ksawery Patek, polski historyk, publicysta, polityk emigracyjny, delegat Rządu RP na uchodźstwie (zm. 1994)
- 1910 – Alfred Robens, brytyjski przemysłowiec, polityk (zm. 1999)
- 1911:
  - Jeorjos Aleksiadis, grecki prawnik, polityk (zm. 1999)
  - Jules Dassin, amerykański reżyser, scenarzysta i producent filmowy pochodzenia żydowskiego (zm. 2008)
  - Tom Lavery, południowoafrykański lekkoatleta, płotkarz i sprinter (zm. 1987)
  - Wiktor Wawrzyczek, polski chemik, wykładowca akademicki (zm. 1969)
  - Eleni Wlachu, grecka dziennikarka (zm. 1995)
- 1912:
  - Marian Chomiak, polski weterynarz, anatom, wykładowca akademicki (zm. 1976)
  - Benjamin Oliver Davis Jr., amerykański generał lotnictwa (zm. 2002)
  - Jean Devaivre, francuski reżyser filmowy (zm. 2004)
  - Josef Rasselnberg, niemiecki piłkarz, trener (zm. 2005)
- 1913:
  - Antoni Adamiuk, polski duchowny katolicki, biskup pomocniczy opolski (zm. 2000)
  - Lynn Bari, amerykańska aktorka (zm. 1989)
  - Alfred Bester, amerykański pisarz science fiction pochodzenia żydowskiego (zm. 1987)
  - Willy Brandt, niemiecki działacz socjaldemokratyczny, polityk, kanclerz Niemiec, laureat Pokojowej Nagrody Nobla (zm. 1992)
  - Edmund Męclewski, polski dziennikarz, publicysta, komentator telewizyjny (zm. 1992)
  - Cornelius Power, amerykański duchowny katolicki pochodzenia irlandzkiego, arcybiskup metropolita Portland (zm. 1997)
  - Zenon Różycki, polski koszykarz (zm. 1992)
- 1914:
  - František Fadrhonc, czeski trener piłkarski (zm. 1981)
  - Tomasz Ligas, polski artysta ludowy (zm. 1988)
- 1915 – Dario Mangiarotti, włoski szpadzista (zm. 2010)
- 1916:
  - Betty Grable, amerykańska aktorka, tancerka, piosenkarka (zm. 1973)
  - Franciszek Kornicki, polski podpułkownik pilot (zm. 2017)
  - Weronika Narmontowicz, polska nazaretanka, męczennica, błogosławiona (zm. 1943)
  - Stanisław Sznajder, polski polityk, poseł na Sejm PRL (zm. 1978)
- 1917:
  - Ossie Davis, amerykański aktor, reżyser, poeta, prozaik, aktywista polityczny (zm. 2005)
  - Lucjan Pietraszewski, polski kolarz szosowy (zm. 1995)
  - Jan Wojtkowiak, polski kleryk, Sługa Boży (zm. 1940)
- 1918:
  - Janusz Daab, polski ortopeda (zm. 1988)
  - Hanna Gordziałkowska-Weynerowska, polska malarka (zm. 1998)
  - Wilhelmina Skulska, polska dziennikarka, pisarka, publicystka (zm. 1998)
  - Jerzy Tabeau, polski kardiolog (zm. 2002)
- 1919:
  - Georg Ericson, szwedzki piłkarz, bramkarz, trener (zm. 2002)
  - Jure Kaštelan, chorwacki poeta, literaturoznawca (zm. 1990)
- 1920:
  - Aleksandra Englisz-Krzyżanowska, polska siatkarka (zm. 1990)
  - Enrique Grau, kolumbijski malarz, rzeźbiarz (zm. 2004)
  - Robert Leckie, amerykański żołnierz piechoty morskiej, pisarz, dziennikarz (zm. 2001)
  - Jewgienij Nikonow, radziecki marynarz (zm. 1941)
  - Róża Nowotarska, polska dziennikarka, publicystka, tłumaczka, malarka, poetka, działaczka (zm. 2012)
  - Walerian Pawłowski, polski kompozytor, dyrygent (zm. 2004)
  - Merlyn Rees, brytyjski polityk (zm. 2006)
- 1921:
  - Jack Crompton, angielski piłkarz, bramkarz, trener (zm. 2013)
  - Romuald Kukołowicz, polski ekonomista, socjolog, polityk, nauczyciel akademicki (zm. 2008)
  - Tadeusz Molenda, polski plutonowy, żołnierz AK, uczestnik powstania warszawskiego (zm. 1944)
  - Jurij Nikulin, rosyjski aktor (zm. 1997)
- 1922:
  - Ivor Broadis, angielski piłkarz, trener (zm. 2019)
  - Marija Dolina, radziecka pilotka wojskowa (zm. 2010)
  - Maldwyn Jones, brytyjski historyk, amerykanista (zm. 2007)
  - Esther Lederberg, amerykańska mikrobiolog, immunolog, genetyk (zm. 2006)
  - Larry D. Mann, kanadyjski aktor (zm. 2014)
  - Konstancja Nałęcz-Raczyńska-Bojanowska, polska biochemik, wykładowczyni akademicka (zm. 2020)
- 1923:
  - Zdzisław Biernaczyk, polski generał brygady MO, prawnik (zm. 1988)
  - Andrè Guillou, francuski historyk, mediewista, bizantynolog (zm. 2013)
  - Anna Szweykowska, polska historyk sztuki (zm. 2010)
- 1924 – Alberto Ablondi, włoski duchowny katolicki, biskup Livorno (zm. 2010)
- 1925:
  - Peggy Cummins, brytyjska aktorka pochodzenia irlandzkiego (zm. 2017)
  - Jerzy Majewski, polski inżynier, polityk, prezydent Warszawy (zm. 2019)
  - Stanisław Staszewski, polski poeta, bard (zm. 1973)
  - John Szarkowski, amerykański fotograf (zm. 2007)
  - Zdzisław Tranda, polski duchowny ewangelicko-reformowany, superintendent generalny Kościoła Ewangelicko-Reformowanego w RP (zm. 2025)
  - Zdzisław Wasserberger, polski plutonowy, uczestnik powstania warszawskiego (zm. 1944)
- 1926:
  - Jaume Camprodon Rovira, hiszpański duchowny katolicki, biskup Girony (zm. 2016)
  - Joanna Konarzewska, polska malarka, graficzka, dekoratorka wnętrz, pedagog (zm. 1991)
  - Walter Lassally, brytyjski operator filmowy (zm. 2017)
  - Michael Pak Jeong-il, południowokoreański duchowny katolicki, biskup Jeonju i Masan (zm. 2024)
  - Göta Pettersson, szwedzka gimnastyczka (zm. 1993)
  - Charles Whiting, brytyjski historyk, germanista, pisarz (zm. 2007)
- 1927:
  - Horace Romano Harré, brytyjski filozof, psycholog (zm. 2019)
  - Roméo LeBlanc, kanadyjski dziennikarz, polityk, gubernator generalny Kanady (zm. 2009)
  - Stefan Mróz, polski historyk, pedagog, samorządowiec (zm. 2010)
  - Jesus Varela, filipiński duchowny katolicki, biskup Zamboanga, Ozamiz i Sorsogon (zm. 2018)
  - Jerzy Ważny, polski inżynier, botanik, wykładowca akademicki (zm. 2010)
- 1928:
  - Gene Cole, amerykański lekkoatleta, sprinter (zm. 2018)
  - Galt MacDermot, kanadyjski kompozytor, pianista (zm. 2018)
  - Gustav Wilhelm Schimmelpenning, niemiecki psychiatra, neurolog, historyk medycyny (zm. 2009)
  - Juliusz Ziomecki, polski historyk, archeolog (zm. 2014)
- 1929:
  - Józef Glemp, polski duchowny katolicki, doktor obojga praw, biskup diecezjalny warmiński, arcybiskup metropolita gnieźnieński i warszawski, prymas Polski, kardynał (zm. 2013)
  - Maria Starzyńska, polska pisarka (zm. 2010)
- 1931:
  - Eva Bosáková, czeska gimnastyczka (zm. 1991)
  - Izabella Godlewska, polska malarka, rzeźbiarka, architekt (zm. 2018)
  - Allen Klein, amerykański przedsiębiorca, producent muzyczny (zm. 2009)
  - André Labarthe, francuski aktor, reżyser i producent filmowy (zm. 2018)
  - Gunnel Lindblom, szwedzka aktorka (zm. 2021)
  - Gene Shue, amerykański koszykarz, trener (zm. 2022)
- 1932 – Jan Wodzyński, polski aktor, reżyser teatralny (zm. 2009)
- 1933:
  - Allen Bard, amerykański elektrochemik, laureat Nagrody Wolfa w dziedzinie chemii (zm. 2024)
  - Francisco José Cox Huneeus, chilijski duchowny katolicki, arcybiskup La Sereny (zm. 2020)
  - Diane Disney Miller, amerykańska inicjatorka budowy parku rozrywki Disneyland (zm. 2013)
  - Laura Mancinelli, włoska pisarka (zm. 2016)
  - Guglielmo Pesenti, włoski kolarz szosowy (zm. 2002)
- 1934:
  - Colin Baker, walijski piłkarz (zm. 2021)
  - Boris Wołynow, rosyjski pilot wojskowy, kosmonauta
- 1935 – Rosemary Leach, brytyjska aktorka (zm. 2017)
- 1936:
  - Harry Bild, szwedzki piłkarz (zm. 2025)
  - Henryk Jankowski, polski duchowny katolicki, prałat, kapelan NSZZ „Solidarność” (zm. 2010)
- 1937:
  - Joel Hirschhorn, amerykański kompozytor muzyki filmowej pochodzenia żydowskiego (zm. 2005)
  - Zbigniew Machaliński, polski historyk
  - Janusz Onyszkiewicz, polski matematyk, wspinacz, speleolog, polityk, poseł na Sejm RP, eurodeputowany, minister obrony narodowej
  - Regina Schönborn, polska pisarka, poetka (zm. 2014)
- 1938:
  - Chas Chandler, brytyjski basista, członek zespołu The Animals, producent muzyczny (zm. 1996)
  - Roger E. Mosley, amerykański aktor (zm. 2022)
- 1939:
  - Sandro Lopopolo, włoski bokser (zm. 2014)
  - Michael Moorcock, brytyjski pisarz science fiction i fantasy
  - Jens Okking, duński aktor, polityk, eurodeputowany (zm. 2018)
  - Harold Varmus, amerykański biolog, laureat Nagrody Nobla
- 1940:
  - Ilario Castagner, włoski piłkarz, trener, komentator piłkarski (zm. 2023)
  - John Cooper, brytyjski lekkoatleta, płotkarz (zm. 1974)
  - Lei Feng, chiński żołnierz (zm. 1962)
  - Leon Pietrosian, rosyjski matematyk, wykładowca akademicki pochodzenia ormiańskiego
  - Pirjo Rusanen, fiński ekonomista, polityk, eurodeputowany
- 1941:
  - Władysław Balicki, polski ekonomista, wykładowca akademicki (zm. 2019)
  - Jos Huysmans, belgijski kolarz szosowy (zm. 2012)
  - Jan Kowalczyk, polski wojskowy, jeździec sportowy, trener (zm. 2020)
  - Bernd Nothofer, niemiecki językoznawca (zm. 2025)
- 1942:
  - Carlos Metidieri, amerykański piłkarz pochodzenia brazylijskiego
  - Zygfryd Siwik, polski prawnik, profesor nauk prawnych, wykładowca akademicki (zm. 2025)
  - Jaroslav Zvěřina, czeski seksuolog, wykładowca akademicki, polityk
- 1943:
  - Hanoch Levin, izraelski dramaturg, prozaik, poeta, reżyser (zm. 1999)
  - Keith Richards, brytyjski gitarzysta, członek zespołu The Rolling Stones
  - Alan Rudolph, amerykański reżyser, scenarzysta i producent filmowy
- 1944:
  - Adam Maria Szymski, polski architekt, wykładowca akademicki, polityk
  - Krzysztof Logan Tomaszewski, polski pisarz, reporter, autor tekstów piosenek
- 1945:
  - Andrzej Chrzanowski, polski aktor, reżyser
  - Alexandru Dincă, rumuński piłkarz ręczny, bramkarz (zm. 2012)
- 1946:
  - Steve Biko, południowoafrykański działacz ruchu oporu przeciwko apartheidowi (zm. 1977)
  - Kees Schouhamer Immink, holenderski inżynier, naukowiec, wynalazca, przedsiębiorca
  - Rich Johnson, amerykański koszykarz (zm. 1994)
  - Karol Kot, polski seryjny morderca (zm. 1968)
  - Steven Spielberg, amerykański reżyser, scenarzysta i producent filmowy pochodzenia żydowskiego
- 1947:
  - Karol Dobiáš, słowacki piłkarz, trener
  - Gila Goldstein, izraelska aktorka, piosenkarka, działaczka LGBT (zm. 2017)
  - Leonid Józefowicz, rosyjski pisarz
  - Jan Kopiec, polski duchowny katolicki, biskup pomocniczy opolski, biskup gliwicki
  - Andrzej Młynarczyk, polski wspinacz (zm. 1978)
  - Lutwian Mołłowa, bułgarska lekkoatletka, oszczepniczka (zm. 2020)
  - Rod Piazza, amerykański muzyk bluesowy
  - Sten Stensen, norweski łyżwiarz szybki
- 1948:
  - George T. Johnson, amerykański koszykarz
  - Ed Kemper, amerykański seryjny morderca, nekrofil
  - Adam Musiał, polski piłkarz (zm. 2020)
  - Mimmo Paladino, włoski malarz
  - Laurent Voulzy, francuski piosenkarz, kompozytor
- 1949:
  - Aleksandyr Arabadżiew, bułgarski prawnik, polityk
  - Joseph Ekuwem, nigeryjski duchowny katolicki, arcybiskup metropolita Calabaru
  - Wilfried Gröbner, niemiecki piłkarz, trener
  - Edward Kot, polski piłkarz, trener
  - Karol Kot, polski piłkarz, trener
  - John Kritcharoen, tajski duchowny katolicki, biskup Ratchaburi (zm. 2025)
  - Anna Pasiarová, słowacka biegaczka narciarska
- 1950:
  - Gillian Armstrong, australijska reżyserka filmowa
  - Jerzy Baczyński, polski dziennikarz
  - Randy Castillo, amerykański perkusista rockowy i heavymetalowy (zm. 2002)
  - Sarath Fonseka, lankijski generał
  - Nils-Gustaf Renman, szwedzki szachista
- 1951:
  - Reimer Böge, niemiecki rolnik, polityk
  - Volker Bouffier, niemiecki prawnik, polityk, premier Hesji
  - Pape Diouf, senegalski dziennikarz, działacz piłkarski (zm. 2020)
  - Bobby Jones, amerykański koszykarz
  - Władimir Jumin, rosyjski zapaśnik (zm. 2016)
  - Andy Thomas, australijsko-amerykański inżynier, astronauta
- 1952:
  - Krystyna Janda, polska aktorka, reżyserka, pisarka, felietonistka, piosenkarka
  - Dina Joffe, łotewska pianistka
  - Adam Krupa, polski piłkarz
  - Bettina Rheims, francuska fotografka
  - Czesław Tobolski, polski trener siatkarski
- 1953:
  - Bogusław Augustyn, polski aktor
  - Kevin Beattie, angielski piłkarz (zm. 2018)
  - Chas-Magomied Chadżymuradow, czeczeński bard, piosenkarz
  - Melanie Kinnaman, amerykańska aktorka, tancerka
  - Jeff Kober, amerykański aktor
  - Stanisław Jerzy Komorowski, polski fizyk, polityk, dyplomata, wiceminister spraw zagranicznych i obrony narodowej (zm. 2010)
  - David A. Levy, amerykański polityk pochodzenia żydowskiego
  - Joe Pace, amerykański koszykarz
  - Peter Sarnak, amerykański matematyk pochodzenia południowoafrykańskiego
- 1954:
  - Ray Liotta, amerykański aktor, producent filmowy (zm. 2022)
  - Tomasz Mędrzak, polski aktor, reżyser teatralny
  - Uli Jon Roth, niemiecki gitarzysta
  - Willi Wülbeck, niemiecki lekkoatleta, średniodystansowiec
- 1955:
  - Jacek Kochan, polski muzyk, kompozytor
  - Tomáš Kvapil, czeski samorządowiec, polityk, minister rozwoju regionalnego (zm. 2022)
  - Vijay Mallya, indyjski miliarder, polityk
  - Bogusław Mamiński, polski lekkoatleta, średnio- i długodystansowiec
  - Rotimi Peters, nigeryjski lekkoatleta, sprinter
  - Teresa Wargocka, polska urzędniczka państwowa
  - Algis Žvaliauskas, litewski inżynier, działacz sportowy, przedsiębiorca, polityk
- 1956:
  - Reinhold Ewald, niemiecki fizyk, astronauta
  - Wiesław Grochowski, polski waltornista, pedagog
  - Bent Hamer, norweski reżyser, scenarzysta i producent filmowy
  - Jude Thaddeus Okolo, nigeryjski duchowny katolicki, arcybiskup, nuncjusz apostolski
  - Piotr Rypson, polski historyk sztuki, kurator, krytyk, literaturoznawca, publicysta
  - Victoriano Sarmientos, kubański siatkarz
- 1957:
  - Fieke Boekhorst, holenderska hokeistka na trawie
  - Jacek Kozłowski, polski menedżer, polityk, wojewoda mazowiecki
- 1958:
  - John Cook, amerykański żużlowiec
  - Hanna Dunowska, polska aktorka (zm. 2019)
  - Jean-René Germanier, szwajcarski polityk
  - Bogusław Szwedo, polski dziennikarz, pisarz
- 1959:
  - Grant Marshall, brytyjski muzyk, założyciel zespołu Massive Attack
  - Pascal Wintzer, francuski duchowny katolicki, arcybiskup Poitiers
- 1960:
  - Hans-Jörg Criens, niemiecki piłkarz (zm. 2019)
  - Jarosław Kita, polski historyk
  - Waldemar Lodziński, polski dziennikarz sportowy
  - Léhadi Soglo, beniński polityk
  - María Antonia Trujillo, hiszpańska prawnik, polityk
- 1961:
  - Jean-François De Sart, belgijski piłkarz, trener
  - Brian Orser, kanadyjski łyżwiarz figurowy, trener
  - Angie Stone, amerykańska piosenkarka (zm. 2025)
  - Branko Vukičević, serbski koszykarz
  - Ben Wettervogel, niemiecki meteorolog, prezenter telewizyjny (zm. 2015)
- 1962:
  - Ba Yan, chińska koszykarka
  - Wiaczasłau Siuczyk, białoruski polityk
  - Emiliano Tamayo, kubański zapaśnik
- 1963:
  - Nino de Angelo, niemiecki piosenkarz pochodzenia włoskiego
  - Allan Kayser, amerykański aktor
  - Lori McNeil, amerykańska tenisistka
  - Pierre Nkurunziza, burundyjski polityk, prezydent Burundi (zm. 2020)
  - Charles Oakley, amerykański koszykarz
  - Brad Pitt, amerykański aktor, producent filmowy
- 1964:
  - Joanna Agacka-Indecka, polska adwokat, prezes NRA (zm. 2010)
  - Steve Austin, amerykański aktor, wrestler
  - Frédéric Deban, francuski aktor
  - Robson Green, brytyjski aktor, piosenkarz
  - Frank Rennicke, niemiecki gitarzysta folkowy, pieśniarz, poeta, działacz nacjonalistyczny
- 1965:
  - Shawn Christian, amerykański aktor
  - Igor Milanović, serbski piłkarz wodny
  - John Moshoeu, południowoafrykański piłkarz (zm. 2015)
  - Brian Walton, kanadyjski kolarz torowy, szosowy i przełajowy
  - Albert Wójciak, polski koszykarz
- 1966:
  - Makiko Esumi, japońska aktorka, modelka
  - Mario Frangoulis, grecki śpiewak operowy (tenor)
  - Lange, brazylijski piłkarz
  - Miroslavs Mitrofanovs, łotewski polityk, eurodeputowany pochodzenia rosyjskiego
  - Gianluca Pagliuca, włoski piłkarz, bramkarz
  - Leszek Pisz, polski piłkarz
- 1967:
  - Darko Milanič, słoweński piłkarz, trener
  - Mille Petrozza, niemiecki gitarzysta, wokalista, członek zespołu Kreator pochodzenia włoskiego
  - Mykoła Rud´kowski, ukraiński polityk
  - Radhouane Salhi, tunezyjski piłkarz, bramkarz
  - Robert Wahlberg, amerykański aktor
- 1968:
  - Mario Basler, niemiecki piłkarz, trener
  - Magaly Carvajal, kubańska siatkarka
  - Alejandro Sanz, hiszpański piosenkarz
  - Casper Van Dien, amerykański aktor
  - Grzegorz Woźniak, polski przedsiębiorca, polityk, poseł na Sejm RP
- 1969:
  - Santiago Cañizares, hiszpański piłkarz, bramkarz
  - Akira Iida, japoński kierowca wyścigowy
  - Magdalena Scholl, polska aktorka, socjolog, pisarka (zm. 2019)
  - Christophe Tinseau, francuski kierowca wyścigowy
- 1970:
  - Cezary Augustynowicz, polski wokalista, muzyk, kompozytor
  - Norman Brown, amerykański gitarzysta i wokalista jazzowy
  - Bridie Carter, australijska aktorka
  - DMX, amerykański raper, kompozytor, producent muzyczny, aktor (zm. 2021)
  - Carsten Hemmingsen, duński piłkarz
  - Sebastian Malinowski, polski historyk, nauczyciel, działacz społeczny i związkowy (zm. 2008)
  - Victoria Pratt, kanadyjska aktorka, pisarka
  - Zuzana Škvareková, słowacka koszykarka
  - Rob Van Dam, amerykański aktor, wrestler pochodzenia polskiego
- 1971:
  - Claudia Gerini, włoska aktorka
  - Sebastian Gonera, polski hokeista
  - Narihiro Inamura, japoński kolarz torowy
  - Ryan Jimenez, filipiński duchowny katolicki, biskup Chalan Kanoa na Marianach Północnych
  - Nikoła Mitkow, macedoński szachista
  - Jarosław Pijarowski, polski twórca awangardowy
  - Arantxa Sánchez Vicario, hiszpańska tenisistka
  - Rosella Sensi, włoska bizneswoman, działaczka piłkarska
  - Takahiro Shimotaira, japoński piłkarz, trener
- 1972:
  - Daniel Andersson, szwedzki piłkarz, bramkarz
  - Anżeła Bałachonowa, ukraińska lekkoatletka, tyczkarka
  - Leors Diamants, amerykański muzyk pochodzenia łotewskiego, członek zespołów House of Pain i Limp Bizkit
  - Raymond Herrera, amerykański perkusista, kompozytor, producent muzyczny pochodzenia meksykańskiego, członek zespołów: Fear Factory, Phobia, Arkaea, Kush i Brujeria
  - Marcos Ondruska, południowoafrykański tenisista
  - Eimear Quinn, irlandzka piosenkarka
  - Carlo Renzo, włoski projektant mody
  - Alichan Smaiłow, kazachski polityk, premier Kazachstanu
  - Mitko Stojkowski, macedoński piłkarz
  - Lawrence Wong, singapurski ekonomista, polityk, premier Singapuru
- 1973:
  - Ilja Awierbuch, rosyjski łyżwiarz figurowy
  - Tommy Berntsen, norweski piłkarz, trener
  - Łarisa Kurkina, rosyjska biegaczka narciarska
  - Brahim Mezouar, algierski piłkarz
  - Agnieszka Pachałko, polska modelka, zdobywczyni tytułów Miss Polski i Miss International
  - Antonio Rački, chorwacki biegacz narciarski (zm. 2024)
  - Fatuma Roba, etiopska lekkoatletka, maratonka
- 1974:
  - Kari Byron, amerykańska prezenterka telewizyjna, rzeźbiarka
  - Al-Mutasim al-Kaddafi, libijski wojskowy, polityk (zm. 2011)
  - Janusz Krężelok, polski biegacz narciarski
  - Tom Parker Bowles, brytyjski dziennikarz
  - Rah Digga, amerykańska raperka
  - Knut Schreiner, norweski muzyk, kompozytor, wokalista, członek zespołów Turbonegro i Euroboys
- 1975:
  - Mara Carfagna, włoska polityk
  - Daniel Florea, rumuński piłkarz
  - Kirsten van der Kolk, holenderska wioślarka
  - Ewa Kutynia, polska aktorka
  - Sia, australijska piosenkarka, autorka piosenek
  - Rubén Darío Velázquez, kolumbijski piłkarz
- 1976:
  - Hamed Diallo, iworyjski piłkarz
  - Valerie Fleming, amerykańska bobsleistka
  - Gillian Glover, brytyjska piosenkarka, kompozytorka, autorka tekstów
  - Ivan Ilić, serbski siatkarz
  - Koyuki Katō, japońska aktorka, modelka
  - Sun Ribo, chińska biathlonistka
- 1977:
  - Axwell, szwedzki didżej, producent muzyczny
  - Marcin Bugajski, polski prawnik, urzędnik, samorządowiec
  - Ranja Christian, piłkarz z Antigui i Barbudy
- 1978:
  - Daniel Cleary, kanadyjski hokeista
  - Katie Holmes, amerykańska aktorka
  - Georgina Menheneott, brytyjska wioślarka
  - Anna Powierza, polska aktorka
  - Xandee, belgijska piosenkarka
- 1979:
  - Phillip Heath, amerykański kulturysta
  - Paweł Kozioł, polski poeta, krytyk literacki
  - Mamady Sidibe, malijski piłkarz
- 1980:
  - Christina Aguilera, amerykańska piosenkarka, autorka tekstów, aktorka
  - Simon Andersson, szwedzki basista
  - Marel Baldvinsson, islandzki piłkarz
  - Marian Drăgulescu, rumuński gimnastyk
  - Wojciech Kozub, polski wspinacz (zm. 2011)
  - Juciely Silva, brazylijska siatkarka
- 1981:
  - Karim Benyamina, algierski piłkarz
  - Alessio Boggiatto, włoski pływak
  - Agnieszka Kudelska, polska aktorka dubbingowa
  - Maciej Obara, polski saksofonista i kompozytor jazzowy
- 1982:
  - Kateřina Baďurová, czeska lekkoatletka, tyczkarka
  - Pontus Carlsson, szwedzki szachista pochodzenia kolumbijskiego
  - Diego Flores, argentyński szachista
  - Serghei Pașcenco, mołdawski piłkarz, bramkarz
- 1983:
  - Janez Brajkovič, słoweński kolarz szosowy
  - Victor Brandt, szwedzki muzyk, kompozytor, wokalista, członek zespołów Dominion i Satyricon
  - Zeus, polski raper
- 1984:
  - Igor Bour, mołdawski sztangista
  - Brian Boyle, amerykański hokeista
  - Anis Dkhili, tunezyjski judoka
  - Giuliano Razzoli, włoski narciarz alpejski
  - Modou Sougou, senegalski piłkarz
  - Galina Woskobojewa, kazachska tenisistka
- 1985:
  - Tara Conner, amerykańska modelka
  - Rail Məlikov, azerski piłkarz
  - Hiroyuki Shimizu, japoński zapaśnik
  - Anna Szarewicz, białoruska szachistka
  - Saşa Yunisoğlu, azerski piłkarz
- 1986:
  - Anett Bősz, węgierska ekonomistka
  - Adenizia Ferreira da Silva, brazylijska siatkarka
  - François Hamelin, kanadyjski łyżwiarz szybki, specjalista short tracku
  - Henrik Toft Hansen, duński piłkarz ręczny
  - Lindsay Robins, kanadyjska piosenkarka, autorka tekstów
  - Adam Stachowiak, polski piłkarz, bramkarz
  - Cwetelina Zarkowa, bułgarska siatkarka
- 1987:
  - Miki Andō, japońska łyżwiarka figurowa
  - Jacek Knap, polski aktor
  - Jekatierina Lopes, rosyjska tenisistka
  - Piotr Nowakowski, polski siatkarz
  - Monika Potokar, słoweńska siatkarka
  - Alberto Quintero, panamski piłkarz
  - Saori Sakoda, japońska siatkarka
- 1988:
  - Elliott Bennett, angielski piłkarz
  - Elizabeth Deignan, brytyjska kolarka szosowa i torowa
  - Mohamed El-Shenawy, egipski piłkarz, bramkarz
  - Joanna Hentka, polska wioślarka
  - Thomas Koelewijn, holenderski siatkarz
  - Brianne Theisen-Eaton, kanadyjska lekkoatletka, wieloboistka
- 1989:
  - Ashley Benson, amerykańska aktorka
  - Kaitlyn Farrington, amerykańska snowboardzistka
  - Marie Gayot, francuska lekkoatletka, sprinterka
  - Thulani Hlatshwayo, południowoafrykański piłkarz
  - Lauren Mansfield, australijska koszykarka
  - Mathilde Rivière, francuska zapaśniczka
  - Robert Tasso, vanuacki piłkarz
  - Mitchell Whitmore, amerykański łyżwiarz szybki
  - Nicole Wötzel, niemiecka biathlonistka
  - Tsimafei Zhukouski, chorwacki siatkarz pochodzenia białoruskiego
- 1990:
  - Victor Hedman, szwedzki hokeista
  - Hiroko Kuwata, japońska tenisistka
  - James Lawrie, północnoirlandzki piłkarz
  - Arvydas Novikovas, litewski piłkarz
  - Fabian Rießle, niemiecki kombinator norweski
- 1991:
  - Romolo Mariano, włoski siatkarz
  - Pedro Mejías, wenezuelski zapaśnik
  - Milivoje Mijović, serbski koszykarz
  - Julian Washburn, amerykański koszykarz
- 1992:
  - Jasper Aerents, belgijski pływak
  - Ryan Crouser, amerykański lekkoatleta, kulomiot
  - Monika Jackiewicz, polska lekkoatletka, biegaczka długodystansowa
  - Bridgit Mendler, amerykańska aktorka, piosenkarka
  - Rashid Sumaila, ghański piłkarz
- 1993:
  - Eva Hodanová, czeska siatkarka
  - Thomas Lam, fiński piłkarz pochodzenia holenderskiego
  - Ana Porgras, rumuńska gimnastyczka
  - Sha’Keela Saunders, amerykańska lekkoatletka, skoczkini w dal
  - Bianca Williams, brytyjska lekkoatletka, sprinterka
- 1994:
  - Włada Czigiriowa, rosyjska pływaczka synchroniczna
  - Gerard Gumbau, hiszpański piłkarz
  - Vilde Ingstad, norweska piłkarka ręczna
  - Natália Kelly, austriacka piosenkarka, autorka tekstów
  - Saleh Rateb, jordański piłkarz
  - Slowthai, brytyjski raper, aktor
- 1995:
  - Brionna Jones, amerykańska koszykarka
  - Barbora Krejčíková, czeska tenisistka
  - Yekaterina Sarıyeva, azerska lekkoatletka, trójskoczkini
- 1996:
  - Sciapan Falkouski, białoruski hokeista
  - Robert Franks, amerykański koszykarz
  - Aleksandra Kowalczuk, polska taekwondzistka
- 1998:
  - Stephan Ambrosius, niemiecki piłkarz pochodzenia ghańskiego
  - Paola Egonu, włoska siatkarka pochodzenia nigeryjskiego
  - Alejandro Flores, meksykański aktor
  - Tom Gale, brytyjski lekkoatleta, skoczek wzwyż
  - Andrij Kułyk, ukraiński zapaśnik
  - Simona Quadarella, włoska pływaczka
  - Dimitrios Skumbakis, grecki piłkarz wodny
  - Calvin Stengs, holenderski piłkarz
  - Axel Zingle, francuski kolarz szosowy i górski
  - Klaudia Zwolińska, polska kajakarka górska
- 1999:
  - Dorka Juhász, węgierska koszykarka
  - Niko Kytösaho, fiński skoczek narciarski
  - Begoña Vargas, hiszpańska aktorka
- 2000:
  - E.J. Liddell, amerykański koszykarz
  - Aleksandr Łoginow, rosyjski skoczek narciarski
- 2001:
  - Billie Eilish, amerykańska piosenkarka, autorka tekstów
  - Jalen Johnson, amerykański koszykarz
  - Kim Bo-yoon, południowokoreańska aktorka
- 2002:
  - Mikołaj Adamczak, polski koszykarz
  - Amy Harvey, japońska piosenkarka
- 2003 – Lucrezia Beccari, włoska łyżwiarka figurowa
- 2005 – Marek Zakrzewski, polski lekkoatleta, sprinter

## Zmarli
- 616 – Anastazy, koptyjski patriarcha Aleksandrii (ur. ?)
- 821 – Teodulf z Orleanu, biskup, uczony (ur. ?)
- 1133 – Hildebert z Lavardin, francuski duchowny katolicki, biskup Le Mans, arcybiskup Tours, pisarz (ur. 1056)
- 1290 – Magnus I Birgersson, król Szwecji (ur. 1240)
- 1332 – Pagano della Torre, włoski duchowny katolicki, patriarcha Akwilei (ur. ?)
- 1415 – Ludwik Walezjusz, delfin Francji, książę Gujenny (ur. 1397)
- 1420 – Szejk Bedreddin, turecki teolog, mówca, przywódca powstania antyfeudalnego (ur. 1359)
- 1442 – Pierre Cauchon, francuski duchowny katolicki, biskup Beauvais i Lisieux, czołowy polityk stronnictwa burgundzkiego, rektor Uniwersytetu Paryskiego (ur. 1371)
- 1495 – Alfons II, król Neapolu (ur. 1448)
- 1542 – Stanisław Gasztołd, magnat litewski, wojewoda trocki i nowogródzki (ur. ok. 1507)
- 1575 – Marcin Bielski, polski żołnierz, prozaik, poeta satyryczny, tłumacz, historyk (ur. ok. 1495)
- 1577 – Anna, księżniczka saksońska (ur. 1544)
- 1597 – Barbara Blomberg, hiszpańska śpiewaczka (ur. 1527)
- 1625:
  - Jan Frydrychowski, polski duchowny katolicki, kanonik krakowski (ur. 1569)
  - Jan Jerzy Radziwiłł, ordynat na Nieświeżu, kasztelan trocki, marszałek Trybunału Głównego Wielkiego Księstwa Litewskiego (ur. 1588)
- 1638 – François Le Clerc du Tremblay, francuski kapucyn, dyplomata, poeta, pierwowzór terminu szara eminencja (ur. 1577)
- 1646 – Henry Somerset, angielski arystokrata, polityk (ur. ok. 1576)
- 1679 – Jan Fryderyk, książę Brunszwiku-Lüneburga i Calenberga (ur. 1625)
- 1692 – Veit Ludwig von Seckendorff, niemiecki ekonomista, prawnik, polityk (ur. 1626)
- 1705 – Valentin Stansel, czeski jezuita, astronom (ur. 1621)
- 1710 – Petrus Codde, holenderski duchowny katolicki, wikariusz misji apostolskiej w Holandii (ur. 1648)
- 1713 – Fryderyk Henryk, książę książę Saksonii-Zeitz-Pegau-Neustadt (ur. 1668)
- 1714 – César d’Estrées, francuski kardynał, polityk, dyplomata (ur. 1628)
- 1734 – Franz Woken, niemiecki pedagog, historyk, językoznawca, teolog luterański (ur. 1685)
- 1737 – Antonio Stradivari, włoski lutnik (ur. 1643 lub 44)
- 1751 – Kilian Ignaz Dientzenhofer, czeski architekt pochodzenia niemieckiego (ur. 1689)
- 1771 – Philip Miller, brytyjski botanik, ogrodnik, pisarz (ur. 1691)
- 1791 – Tadeusz Jagmin, polski szlachcic, polityk (ur. ?)
- 1792 – Johann van Beethoven, niemiecki muzyk, ojciec Ludwika (ur. 1740)
- 1795 – Fernando Spinelli, włoski kardynał (ur. 1728)
- 1796 – John Cavendish, brytyjski arystokrata, polityk (ur. 1732)
- 1797 – Jan Szyjkowski, polski duchowny katolicki, biskup pomocniczy łucki na okręg brzeski (ur. 1721)
- 1799 – Jean-Étienne Montucla, francuski matematyk (ur. 1725)
- 1800 – Antonio Fernández de Trebejos y Zaldívar, pułkownik armii hiszpańskiej i architekt wojskowy (ur. 1735)
- 1803 – Johann Gottfried Herder, niemiecki filozof, pisarz, pastor (ur. 1744)
- 1820 – Karol Gordon, polski szlachcic, oficer pochodzenia szkockiego (ur. 1749)
- 1826 – Iolo Morganwg, walijski antykwariusz, poeta, fałszerz literatury (ur. 1747)
- 1829 – Jean-Baptiste de Lamarck, francuski wojskowy, lekarz, botanik, zoolog (ur. 1744)
- 1832 – Philip Freneau, amerykański poeta (ur. 1752)
- 1834 – Levin Gale, amerykański prawnik, polityk (ur. 1784)
- 1835 – Maciej Knotz, węgierski kupiec (ur. 1760)
- 1838:
  - Paweł Nguyễn Văn Mỹ, wietnamski męczennik i święty katolicki (ur. ok. 1798)
  - Piotr Trương Văn Đường, wietnamski męczennik i święty katolicki (ur. ok. 1808)
  - Piotr Vũ Văn Truật, wietnamski męczennik i święty katolicki (ur. ok. 1816)
- 1841 – Giuseppe della Porta Rodiani, włoski kardynał (ur. 1773)
- 1843 – Thomas Graham, szkocki arystokrata, generał, polityk (ur. 1748)
- 1846 – Beniamin (Costachi), rumuński biskup prawosławny, metropolita Mołdawii (ur. 1768)
- 1848:
  - Bernard Bolzano, czeski duchowny katolicki, teolog, matematyk, filozof, historyk, logik pochodzenia włoskiego (ur. 1781)
  - Wilhelm Ferdinand Erichson, niemiecki entomolog (ur. 1809)
- 1853 – Filip Romanowski, polski malarz, litograf, nauczyciel rysunku (ur. 1794)
- 1855:
  - Daniel Jenifer, amerykański dyplomata, polityk (ur. 1791)
  - Anastazy Karnkowski, polski ziemianin (ur. 1814)
- 1856 – Pierre-Marie-Nicolas Michelot, francuski aktor (ur. 1786)
- 1858:
  - Jerzy Arnold, polski pułkownik, inżynier, uczestnik powstania listopadowego (ur. 1791)
  - Thomas Holley Chivers, amerykański poeta (ur. 1809)
- 1861 – Ernst Anschütz, niemiecki nauczyciel, organista, kompozytor, poeta (ur. 1780)
- 1862 – Katarzyna Starzeńska, polska arystokratka, bywalczyni salonów (ur. 1782)
- 1869 – Louis Moreau Gottschalk, amerykański pianista, kompozytor pochodzenia żydowskiego (ur. 1829)
- 1879 – Johann Jakob Stehlin, szwajcarski architekt, polityk (ur. 1803)
- 1880 – Michel Chasles, francuski fizyk, matematyk, historyk nauki (ur. 1793)
- 1888:
  - Francesco Florimo, włoski kompozytor, teoretyk muzyki, bibliotekarz (ur. 1800)
  - Tadeusz Morawski, polski działacz społeczny, polityk (ur. 1821)
- 1890 – Grigorij Danilewski, ukraińsko-rosyjski pisarz, urzędnik państwowy, tłumacz (ur. 1829)
- 1892:
  - Ludwik Niemojowski, polski pisarz, etnograf (ur. 1823)
  - Richard Owen, brytyjski biolog, anatom porównawczy zwierząt, paleontolog (ur. 1804)
- 1896 – Frederick Currey, angielski rugbysta, sędzia i działacz sportowy (ur. 1849)
- 1908:
  - Mikławš Andricki, serbołużycki duchowny katolicki, pisarz, tłumacz (ur. 1871)
  - Roman Szymański, polski dziennikarz, publicysta, polityk (ur. 1840)
- 1909 – Samuel Czambel, słowacki filolog, językoznawca, tłumacz (ur. 1850)
- 1911 – Jean-Baptiste Édouard Bornet, francuski botanik (ur. 1828)
- 1912 – Ludwik Wierzbicki, polski inżynier, budowniczy i dyrektor kolei (ur. 1834)
- 1913:
  - Włodzimierz Czerkawski, polski ekonomista, wykładowca akademicki (ur. 1866)
  - Teodor Rygier, polski rzeźbiarz (ur. 1841)
- 1914 – Lazarus IV. Henckel von Donnersmarck, niemiecki właściciel ziemski, przemysłowiec, polityk (ur. 1835)
- 1915:
  - Aleksander Rajchman, polski dziennikarz, krytyk teatralny i muzyczny (ur. 1855)
  - Édouard Vaillant, francuski polityk (ur. 1840)
- 1916 – Nemezja Valle, włoska zakonnica, błogosławiona (ur. 1847)
- 1917:
  - Józef Brudziński, polski neurolog, pediatra, wykładowca akademicki, działacz społeczny i polityczny (ur. 1874)
  - Maurycy Spokorny, polski przedsiębiorca pochodzenia żydowskiego (ur. 1859)
- 1918:
  - Henryk Jarecki, polski kompozytor, dyrygent, pedagog (ur. 1846)
  - Vicenç Reig, hiszpański piłkarz, działacz piłkarski, przedsiębiorca (ur. 1866)
- 1919:
  - John Alcock, brytyjski kapitan pilot (ur. 1892)
  - Reinhold Felderhoff, niemiecki rzeźbiarz (ur. 1865)
  - Henri Fournier, francuski kierowca wyścigowy, projektant torów wyścigowych (ur. 1871)
  - Horatio Parker, amerykański kompozytor, organista, pedagog (ur. 1863)
- 1920 – Matthías Jochumsson, islandzki poeta, dramaturg, tłumacz (ur. 1835)
- 1922:
  - John James Pringle, brytyjski dermatolog (ur. 1855)
  - Nelly Roussel, francuska wolnomyślicielka, anarchistka, wolnomularka, feministka (ur. 1878)
- 1923 – Piotr Ambrożewicz, polski lekarz wojskowy, ginekolog-położnik, balneolog (ur. 1855)
- 1927 – Hieronim Ryba, polski kapucyn (ur. 1850)
- 1928:
  - Léon Duguit, francuski prawnik (ur. 1859)
  - Jean Dybowski, francuski agronom, botanik, podróżnik pochodzenia polskiego (ur. 1856)
- 1930 – Ulrich Rauscher, niemiecki prawnik, dziennikarz, dyplomata (ur. 1884)
- 1931:
  - Louis Billot, francuski kardynał (ur. 1846)
  - Jack Diamond, amerykański gangster pochodzenia irlandzkiego (ur. 1897)
  - George Scriven, irlandzki rugbysta, sędzia i działacz sportowy (ur. 1856)
- 1932 – Eduard Bernstein, niemiecki działacz socjaldemokratyczny pochodzenia żydowskiego (ur. 1850)
- 1933:
  - Paul Elsner, niemiecki kompozytor, pedagog (ur. 1865)
  - Mary Parker Follett, amerykańska autorka prac z zakresu nauki zarządzania i teorii organizacji (ur. 1868)
  - Hans Vaihinger, niemiecki filozof, wykładowca akademicki (ur. 1852)
- 1934 – Sven Elvestad, norweski pisarz, dziennikarz (ur. 1884)
- 1935 – Antoni Albrecht Wilhelm Radziwiłł, polski książę, podporucznik rezerwy, ziemianin, działacz społeczny (ur. 1885)
- 1936:
  - Andrija Mohorovičić, chorwacki geofizyk, meteorolog, sejsmolog (ur. 1857)
  - Leonardo Torres y Quevedo, hiszpański inżynier, matematyk, wynalazca (ur. 1852)
- 1938 – Edward Józef Kuryłło, polski tancerz, choreograf (ur. 1883)
- 1939:
  - Henry Kohlert, amerykański kierowca wyścigowy, żołnierz (ur. 1892)
  - Ernest Lawson, amerykański malarz (ur. 1873)
  - Bruno Liljefors, szwedzki malarz (ur. 1860)
- 1940 – Michał Piaszczyński, polski duchowny katolicki, męczennik, błogosławiony (ur. 1885)
- 1941:
  - Michaił Aloszyn, radziecki polityk (ur. 1900)
  - Hastings Lees-Smith, brytyjski polityk (ur. 1878)
  - Dmitrij Ławrinienko, radziecki czołgista (ur. 1914)
  - Leon Montwiłło, polski rotmistrz (ur. 1892)
  - Aleksander Raczyński, polski prawnik, polityk, minister rolnictwa i dóbr państwowych (ur. 1872)
- 1943:
  - Addi Bâ, francuski chorąży, partyzant pochodzenia gwinejskiego (ur. 1916)
  - Viktor Flessl, austriacki wioślarz (ur. 1898)
  - Ludwig von Reuter, niemiecki admirał (ur. 1869)
- 1944 – Zofia Pelczarska, polska nauczycielka, żołnierz AK (ur. 1897)
- 1945:
  - Marian Leon Fulman, polski duchowny katolicki, biskup lubelski (ur. 1864)
  - Jerzy Rosenblatt, polski lekarz, działacz syjonistyczny, samorządowiec, polityk, poseł na Sejm RP pochodzenia żydowskiego (ur. 1872)
  - A.D. Howden Smith, amerykański historyk, pisarz, dziennikarz (ur. 1887)
  - Gustav Simon, niemiecki polityk i zbrodniarz nazistowski (ur. 1900)
  - Andrzej Szponder, polski duchowny katolicki, polityk (ur. 1856)
- 1948:
  - Marie Kahle, niemiecka działaczka antynazistowska (ur. 1893)
  - Ilja Trauberg, rosyjski reżyser, scenarzysta i krytyk filmowy pochodzenia żydowskiego (ur. 1905)
- 1949 – Izydor (Bogojawleński), rosyjski biskup prawosławny (ur. 1879)
- 1950:
  - Wasaburō Ōishi, japoński meteorolog, esperantysta (ur. 1874)
  - Przemysław Dąbkowski, polski historyk prawa, wykładowca akademicki (ur. 1877)
  - Viliam Žingor, słowacki dowódca partyzancki, działacz kombatancki, urzędnik (ur. 1912)
- 1951 – Clayton J. Woodworth, amerykański działacz religijny, członek zarządu Towarzystwa Strażnica Świadków Jehowy (ur. 1870)
- 1952:
  - Surendranath Dasgupta, indyjski filozof, historyk filozofii, poeta (ur. 1885)
  - Władysław Godik, polski aktor, reżyser, piosenkarz pochodzenia żydowskiego (ur. 1892)
  - Sergiusz (Korolow), rosyjski biskup prawosławny (ur. 1881)
  - Pelagia Kowalczykowa, polska działaczka oświatowa i narodowa (ur. 1880)[4]
  - Charles-Gustave Kuhn, szwajcarski jeździec sportowy (ur. 1889)
  - Ernst Freiherr Stromer von Reichenbach, niemiecki paleontolog (ur. 1871)
- 1953:
  - Jimmy Bannister, angielski piłkarz (ur. 1880)
  - Cyryl (Pospiełow), rosyjski biskup prawosławny (ur. 1876)
- 1954:
  - Vilhelm Buhl, duński polityk, premier Danii (ur. 1881)
  - Bohdan Jarociński, polski komandor porucznik (ur. 1882)
- 1956 – Antoni Peretiatkowicz, polski prawnik, działacz polityczny (ur. 1884)
- 1958:
  - Armen Ananjan, radziecki polityk (ur. 1896)
  - Harvey Wood, angielski hokeista na trawie (ur. 1885)
- 1959:
  - Stanisław Culic, polski major piechoty (ur. 1896)
  - Włodzimierz (Tichonicki), rosyjski biskup prawosławny (ur. 1873)
- 1960 – Trygve Schjøtt, norweski żeglarz sportowy (ur. 1882)
- 1961 – Camillo Castiglioni, włosko-austriacki finansista, bankier pochodzenia żydowskiego (ur. 1879)
- 1964:
  - Ludwik Maciejewski, polski działacz niepodległościowy i związkowy, polityk, senator RP (ur. 1890)
  - Stanisław Pierzynka, polski działacz robotniczy, polityk (ur. 1900)
- 1966 – Felipe Pascucci, włoski trener piłkarski (ur. 1907)
- 1968:
  - Dorothy Garrod, brytyjska archeolog (ur. 1892)
  - Giovanni Messe, włoski marszałek polny (ur. 1883)
  - Stanisław Pigoń, polski historyk literatury, wykładowca akademicki, edytor (ur. 1885)
  - James Robb, brytyjski marszałek lotnictwa (ur. 1895)
  - Stefan Zubrzycki, polski matematyk (ur. 1927)
- 1969:
  - Charles Dvorak, amerykański lekkoatleta, tyczkarz (ur. 1878)
  - Piatro Hlebka, białoruski poeta, tłumacz, językoznawca (ur. 1905)
- 1970:
  - Apollinaris William Baumgartner, amerykański duchowny katolicki, kapucyn, misjonarz, wikariusz apostolski Guamu, administrator apostolski Okinawy i Wysp Południowych (ur. 1899)
  - Eugeniusz Błażewicz, polski kierowca (ur. ?)
  - Brunon Drywa, polski robotnik (ur. 1936)
  - Tadeusz Marian Sawicz, polski kierowca (ur. 1948)
- 1971:
  - Bobby Jones, amerykański golfista (ur. 1902)
  - Diana Lynn, amerykańska aktorka (ur. 1926)
  - Aleksandr Twardowski, rosyjski poeta, publicysta, dziennikarz (ur. 1910)
  - Adam Wawrosz, polski poeta, prozaik, działacz narodowy na Zaolziu (ur. 1913)
- 1972:
  - Neilia Hunter Biden, amerykańska nauczycielka (ur. 1942)
  - Fermín Uriarte, urugwajski piłkarz (ur. 1902)
- 1973 – Zygmunt Duszyński, polski generał broni (ur. 1914)
- 1974:
  - Placyda Bukowska, polska malarka (ur. 1907)
  - Ja’akow Geri, izraelski prawnik, przedsiębiorca, polityk (ur. 1901)
- 1975:
  - Theodosius Dobzhansky, ukraińsko-amerykański genetyk, wykładowca akademicki (ur. 1900)
  - Gottfrid Lindgren, szwedzki zapaśnik (ur. 1892)
  - Zygmunt Wikliński, polski bokser (ur. 1923)
- 1977:
  - Nikołaj Arsienjew, rosyjski kapitan, literaturoznawca, religioznawca, filozof, teolog, historyk literatury, wykładowca akademicki, pisarz, publicysta, emigrant (ur. 1888)
  - Maria Skalińska, polska botanik, wykładowczyni akademicka (ur. 1890)
- 1978:
  - Aleksandr Archangielski, radziecki doktor nauk technicznych, konstruktor samolotów (ur. 1892)
  - Harold Lasswell, amerykański komunikolog, socjolog mediów (ur. 1902)
- 1980:
  - Héctor José Cámpora, argentyński stomatolog, polityk, prezydent Argentyny (ur. 1909)
  - Kazimierz Dejunowicz, polski aktor (ur. 1901)
  - Enrique Hertzog, boliwijski polityk pochodzenia niemieckiego, prezydent Boliwii (ur. 1896)
  - Aleksiej Kosygin, radziecki polityk, premier ZSRR (ur. 1904)
  - Albert Margai, sierraleoński adwokat, polityk, premier Sierra Leone (ur. 1910)
  - Ben Travers, brytyjski dramaturg (ur. 1886)
- 1982:
  - Bernard Malivoire, francuski wioślarz (ur. 1938)
  - Willi Multhaup, niemiecki trener piłkarski (ur. 1903)
  - Hans-Ulrich Rudel, niemiecki pilot wojskowy, as myśliwski (ur. 1916)
- 1983:
  - Adrien Leps, niemiecki pilot wojskowy, as myśliwski (ur. 1893)
  - Victor Turner, brytyjski antropolog (ur. 1920)
- 1984:
  - Feike Asma, holenderski kompozytor, organista, dyrygent (ur. 1912)
  - Tadeusz Etter, polski duchowny katolicki, biskup pomocniczy poznański (ur. 1911)
  - Puck van Heel, holenderski piłkarz (ur. 1904)
- 1986 – Mamo Clark, amerykańska aktorka (ur. 1914)
- 1987:
  - Jan Serafin, polski prawnik, sędzia, polityk, poseł na Sejm PRL (ur. 1912)
  - Lech Wierusz, polski ortopeda (ur. 1917)
- 1988:
  - R. Arumugam, malezyjski piłkarz, bramkarz (ur. 1953)
  - Ottó Boros, węgierski piłkarz wodny, bramkarz (ur. 1929)
- 1989:
  - Enar Josefsson, szwedzki biegacz narciarski (ur. 1916)
  - Jerzy Rutkowski, polski prawnik, działacz ruchu narodowego, podporucznik AK (ur. 1914)
- 1990:
  - Anne Revere, amerykańska aktorka (ur. 1903)
  - Paul Tortelier, francuski wiolonczelista, kompozytor (ur. 1914)
- 1991:
  - George Abecassis, brytyjski kierowca wyścigowy (ur. 1913)
  - Maria Gajecka, polska technik hutnik, działaczka związkowa, partyjna i społeczna, polityk, poseł na Sejm PRL, prezydent Zawiercia (ur. 1922)
  - Joey Smallwood, kanadyjski dziennikarz, polityk (ur. 1900)
- 1992:
  - Mark Goodson, amerykański producent telewizyjny (ur. 1915)
  - Józef Nalberczak, polski aktor (ur. 1926)
  - Jan Rudnicki, polski geolog, speleolog (ur. 1934))
- 1993:
  - Emanuel Amiran-Pugaczow, izraelski kompozytor, pedagog (ur. 1909)
  - Steve James, amerykański aktor, kaskader, mistrz sztuk walki (ur. 1952)
  - Natalija Sac, rosyjska reżyserka teatralna, dramatopisarka, pedagog (ur. 1903)
  - Teodora Żukowska, polska urzędniczka, agentka kontrwywiadu AK pochodzenia austriackiego (ur. 1914)
- 1994:
  - Don Fedderson, amerykański producent telewizyjny (ur. 1913)
  - Jadwiga Korczakowska, polska autorka literatury dziecięcej (ur. 1906)
  - Lilia Skala, amerykańska aktorka pochodzenia austriackiego (ur. 1896)
- 1995:
  - Siegfried Lemke, niemiecki pilot wojskowy, as myśliwski (ur. 1921)
  - Jelena Miroszyna, rosyjska skoczkini do wody (ur. 1974)
  - Marian Sołtysiak, polski pułkownik AK (ur. 1918)
  - Konrad Zuse, niemiecki inżynier, konstruktor, pionier informatyki (ur. 1910)
- 1996:
  - Julij Chariton, rosyjski fizyk jądrowy, konstruktor bomb atomowych i termojądrowych (ur. 1904)
  - Jadwiga Domańska, polska aktorka, dyrektor teatru, działaczka polonijna, porucznik, pedagog (ur. 1907)
  - Kálmán Sóvári, węgierski zapaśnik (ur. 1910)
  - Ayşe Şan, kurdyjska śpiewaczka (ur. 1938)
- 1997:
  - Chris Farley, amerykański aktor (ur. 1964)
  - Michał Milberger, polsko-francuski rzeźbiarz (ur. 1920)
  - Michel Quoist, francuski duchowny katolicki, pisarz (ur. 1921)
  - Witold Rodziński, polski historyk, sinolog, dyplomata (ur. 1918)
- 1998:
  - Lew Diomin, rosyjski pułkownik lotnictwa, kosmonauta (ur. 1926)
  - Harry Haddock, szkocki piłkarz (ur. 1925)
  - Jerzy Wiechowski, polski inżynier architekt, rysownik (ur. 1932)
- 1999:
  - Robert Bresson, francuski reżyser i scenarzysta filmowy (ur. 1901)
  - Dennis William Sciama, brytyjski fizyk, wykładowca akademicki (ur. 1926)
  - Benito Stefanelli, włoski aktor, kaskader (ur. 1928)
  - Bertha Swirles, brytyjska fizyk, matematyk, wykładowczyni akademicka (ur. 1903)
- 2000 – Stan Fox, amerykański kierowca wyścigowy (ur. 1952)
- 2001:
  - Gilbert Bécaud, francuski piosenkarz, aktor, kompozytor (ur. 1927)
  - Kira Iwanowa, rosyjska łyżwiarka figurowa (ur. 1963)
  - Tołomusz Okiejew, kirgiski reżyser i scenarzysta filmowy (ur. 1935)
- 2002:
  - Mahmud Fajjad, egipski sztangista (ur. 1925)
  - Irena Fusek-Forosiewicz, polska śpiewaczka operowa, malarka (ur. 1910)
  - Jan Łomnicki, polski reżyser i scenarzysta filmowy (ur. 1929)
  - Hrant Matewosjan, ormiański pisarz, scenarzysta filmowy (ur. 1935)
- 2004 – Kikuko Tokugawa, księżna japońska (ur. 1911)
- 2005:
  - Belita Jepson-Turner, brytyjska łyżwiarka figurowa, aktorka (ur. 1923)
  - P.M. Sayeed, indyjski polityk (ur. 1941)
- 2006:
  - Joseph Barbera, amerykański rysownik, twórca filmów animowanych (ur. 1911)
  - Stanisław Dülz, polski reżyser filmów animowanych (ur. 1927)
  - Mollie Orshansky, amerykańska ekonomistka i statystyczka (ur. 1915)
  - Andrzej Szmidt, polski poeta, publicysta (ur. 1933)
- 2007:
  - Zbigniew Batko, polski pisarz, tłumacz (ur. 1940)
  - Wojciech Jurasz, polski żużlowiec (ur. 1938)
- 2008:
  - Jack Douglas, brytyjski aktor komediowy, artysta kabaretowy (ur. 1927)
  - Mark Felt, amerykański agent FBI (ur. 1913)
  - Robert Jonquet, francuski piłkarz (ur. 1925)
- 2009 – Connie Hines, amerykańska aktorka (ur. 1931)
- 2010:
  - John Bukovsky, słowacki duchowny katolicki, arcybiskup, nuncjusz apostolski w Rosji (ur. 1924)
  - Norberto Díaz, argentyński aktor (ur. 1952)
  - Jacqueline de Romilly, francuska filolog klasyczna (ur. 1913)
  - Tommaso Padoa-Schioppa, włoski ekonomista, bankier, dyplomata, polityk (ur. 1940)
- 2011 – Václav Havel, czeski prozaik, dramaturg, działacz antykomunistyczny, polityk, prezydent Czechosłowacji i Czech (ur. 1936)
- 2012:
  - Chryzostom (Stolić), serbski biskup prawosławny (ur. 1939)
  - Georgi Kałojanczew, bułgarski aktor (ur. 1925)
  - Anatolij Zajajew, ukraiński piłkarz, trener (ur. 1931)
- 2013:
  - Ronnie Biggs, brytyjski przestępca (ur. 1929)
  - Martin Koeman, holenderski piłkarz (ur. 1938)
  - Fatos Sela, albański aktor (ur. 1948)
  - Brunon Synak, polski socjolog, polityk (ur. 1943)
  - Paul Torday, brytyjski pisarz, przedsiębiorca (ur. 1946)
- 2014:
  - Marian Kozłowski, polski zootechnik, polityk, poseł na Sejm i senator RP (ur. 1936)
  - Virna Lisi, włoska aktorka (ur. 1936)
  - Ante Žanetić, chorwacki piłkarz (ur. 1936)
- 2015:
  - Vittore Gottardi, szwajcarski piłkarz (ur. 1941)
  - Léon Mébiame, gaboński polityk, premier Gabonu (ur. 1934)
- 2016:
  - Zsa Zsa Gabor, amerykańska aktorka pochodzenia węgierskiego (ur. 1917)
  - Sata Isobe, japońska siatkarka (ur. 1944)
  - China Machado, chińska modelka (ur. 1929)
  - Heinz Ulzheimer, niemiecki lekkoatleta, sprinter i średniodystansowiec (ur. 1925)
- 2017:
  - Kim Jong-hyun, południowokoreański piosenkarz, tancerz (ur. 1990)
  - Altero Matteoli, włoski polityk, minister infrastruktury i transportu (ur. 1940)
  - Arsienij Roginski, rosyjski historyk, polityk, przewodniczący Stowarzyszenia „Memoriał” (ur. 1946)
  - Bogusław Sygulski, polski szachista (ur. 1957)
- 2018:
  - David C.H. Austin, brytyjski pisarz, ogrodnik, twórca wielu odmian róż (ur. 1926)
  - Steve Dash, amerykański aktor, kaskader, producent filmowy (ur. 1944)
  - Tulsi Giri, nepalski lekarz, polityk, premier Nepalu (ur. 1926)
  - Adam Haras, polski malarz (ur. 1940)
  - Wacław Jagas, polski generał dywizji (ur. 1922)
  - Kazimierz Kutz, polski reżyser filmowy, teatralny i telewizyjny, polityk, senator RP (ur. 1929)
  - Shinobu Sekine, japoński judoka (ur. 1943)
  - María Jesús Rosa, hiszpańska bokserka (ur. 1974)
  - Bill Slater, angielski piłkarz (ur. 1927)
  - Jana Štěpánková, czeska aktorka (ur. 1934)
- 2019:
  - Claudine Auger, francuska aktorka (ur. 1941)
  - Władysław Balicki, polski ekonomista (ur. 1941)
  - Abdollah Chodabande, irański zapaśnik (ur. 1936)
  - Marek Ostrowski, polski biolog, fotograf, varsavianista (ur. 1947)
- 2020:
  - Jiří Hálek, czeski aktor (ur. 1930)
  - Michael Jeffery, australijski generał dywizji, działacz państwowy, gubernator generalny Australii (ur. 1937)
  - Kim Lee, polski drag queen, działacz ruchu LGBT (ur. 1973)
  - Michał Marusik, polski działacz opozycji antykomunistycznej, polityk, eurodeputowany (ur. 1951)
  - Peter Takeo Okada, japoński duchowny katolicki, arcybiskup Tokio (ur. 1941)
  - José Vicente Rangel, wenezuelski prawnik, dziennikarz, polityk, minister obrony i spraw zagranicznych, wiceprezydent (ur. 1929)
  - Òscar Ribas Reig, andorski przedsiębiorca, polityk, premier Andory (ur. 1936)
  - Tim Severin, brytyjski podróżnik, pisarz (ur. 1940)
  - Alfons Skowronek, polski duchowny katolicki, ekumenista, teolog (ur. 1928)
- 2021:
  - Ludvík Armbruster, czeski duchowny katolicki, jezuita, filozof, wykładowa akademicki (ur. 1928)
  - Osagi Bascome, bermudzki piłkarz (ur. 1999)
  - Jan Fransz, holenderski piłkarz (ur. 1937)
  - Krystyna Gozdawa-Nocoń, polska inżynier, polityk, urzędniczka państwowa, wicewojewoda pomorski (ur. 1949)
  - Richard Rogers, brytyjski architekt (ur. 1933)
- 2022:
  - Daniela Giordano, włoska modelka, aktorka (ur. 1946)
  - Terry Hall, brytyjski wokalista, członek zespołów: The Specials i Fun Boy Three (ur. 1959)
  - Iwan Hamalij, ukraiński piłkarz (ur. 1956)
  - Wim Henderickx, belgijski kompozytor (ur. 1962)
  - Ladislav Trojan, czeski aktor (ur. 1932)
- 2023:
  - Bo Larsson, szwedzki piłkarz (ur. 1944)
  - Stanisław Majcher, polski nauczyciel, samorządowiec, polityk, prezydent Głogowa (ur. 1936)
  - Abderrahim Ouakili, marokański piłkarz (ur. 1970)
- 2024:
  - Cosmas Michael Angkur, indonezyjski duchowny katolicki, biskup Bogor (ur. 1937)
  - Stanisław Cieślak, polski puzonista i pianista jazzowy (ur. 1943)
  - Dietmar Constantini, austriacki piłkarz, trener (ur. 1955)
  - Władimir Dorochow, rosyjski siatkarz (ur. 1954)
  - Frank Kendrick, amerykański koszykarz, trener (ur. 1950)
  - Tomasz Schoen, polski matematyk, profesor nauk matematycznych (ur. 1967)
  - Miet Smet, belgijska polityk, minister pracy, eurodeputowana (ur. 1943)
  - Rik Van Looy, belgijski kolarz szosowy i torowy (ur. 1933)
  - Klaus Wolfermann, niemiecki lekkoatleta, oszczepnik (ur. 1946)